# Alda
Kvinnonamnet Alda är en kortform av tyska namn som börjar på Adel- (ädel). Det äldsta belägget för namnet i Sverige är från år 1863.
Den 31 december 2017 fanns det totalt 152 kvinnor folkbokförda i Sverige med namnet Alda, varav 90 bar det som tilltalsnamn.
Namnsdag i Sverige: saknas (1986-1992: 19 maj)

Namnsdag i Finland (finlandssvenska namnlängden): saknas

Alda används också som efternamn.

## Personer med efternamnet Alda
- Alan Alda, amerikansk skådespelare
- Robert Alda, amerikansk skådespelare, far till Alan Alda